# Corallite polycentrique
Une corallite polycentrique est une corallite qui héberge plusieurs polypes.

## Terminologie suivant le nombre de bouches
Pour deux ou trois polypes par corallite, on parle de corallite polycentrique.
Quand on dépasse le chiffre de trois polypes, on parle alors de corallites polycentriques en série.